# Palazzo Spinelli di Laurino

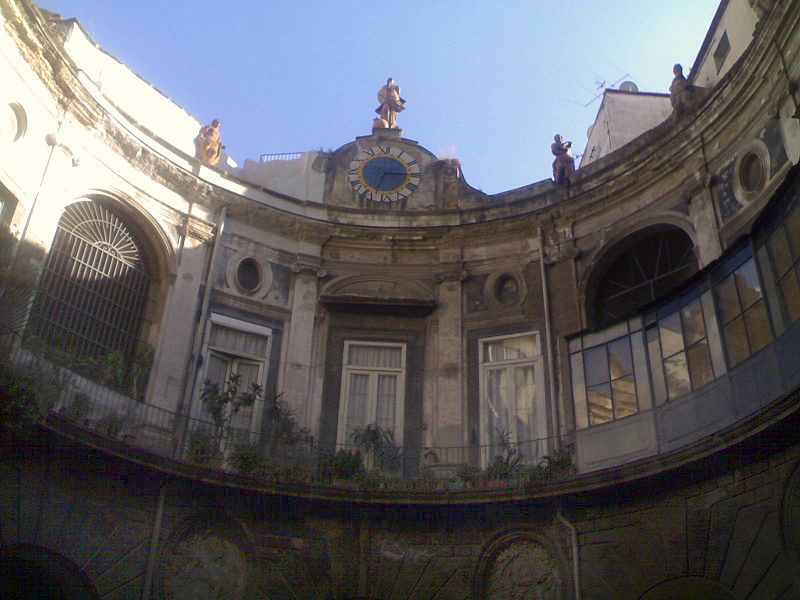
Ansicht des Innenhofes

Der Palazzo Spinelli di Laurino ist ein typischer Palast für die Altstadt von Neapel. Er befindet sich an der Ecke Via Tribunali und Via Nilo.
Er wurde um 1500 erbaut und im Jahr 1776 umgebaut. Das Treppenhaus hat Ferdinando Sanfelice entworfen, auch Ferdinando Fuga war an den Umbauten beteiligt. Ungewöhnlich ist die ovale Form des Innenhofes.
Koordinaten: 40° 51′ 0,4″ N, 14° 15′ 20″ O